# مجتبی لطفی
مجتبی لطفی (زادهٔ ۲۷ اسفند ۱۳۷۰ - کرج) بازیکن فوتبال اهل ایران است که در پست مدافع برای باشگاه فوتبال صنعت نفت آبادان بازی می‌کند.

## دوران باشگاهی

### پارس جم
وی اولین بازی خود در لیگ برتر خلیج فارس را در هفته اول لیگ برتر فوتبال ایران ۹۷–۱۳۹۶، مقابل باشگاه فوتبال ماشین‌سازی تبریز انجام داد.

## افتخارات
پارس جم
- لیگ آزادگان (دسته یک): ۹۶–۱۳۹۵ (قهرمان و صعود به لیگ برتر خلیج فارس.)